# Bouddhisme en Birmanie

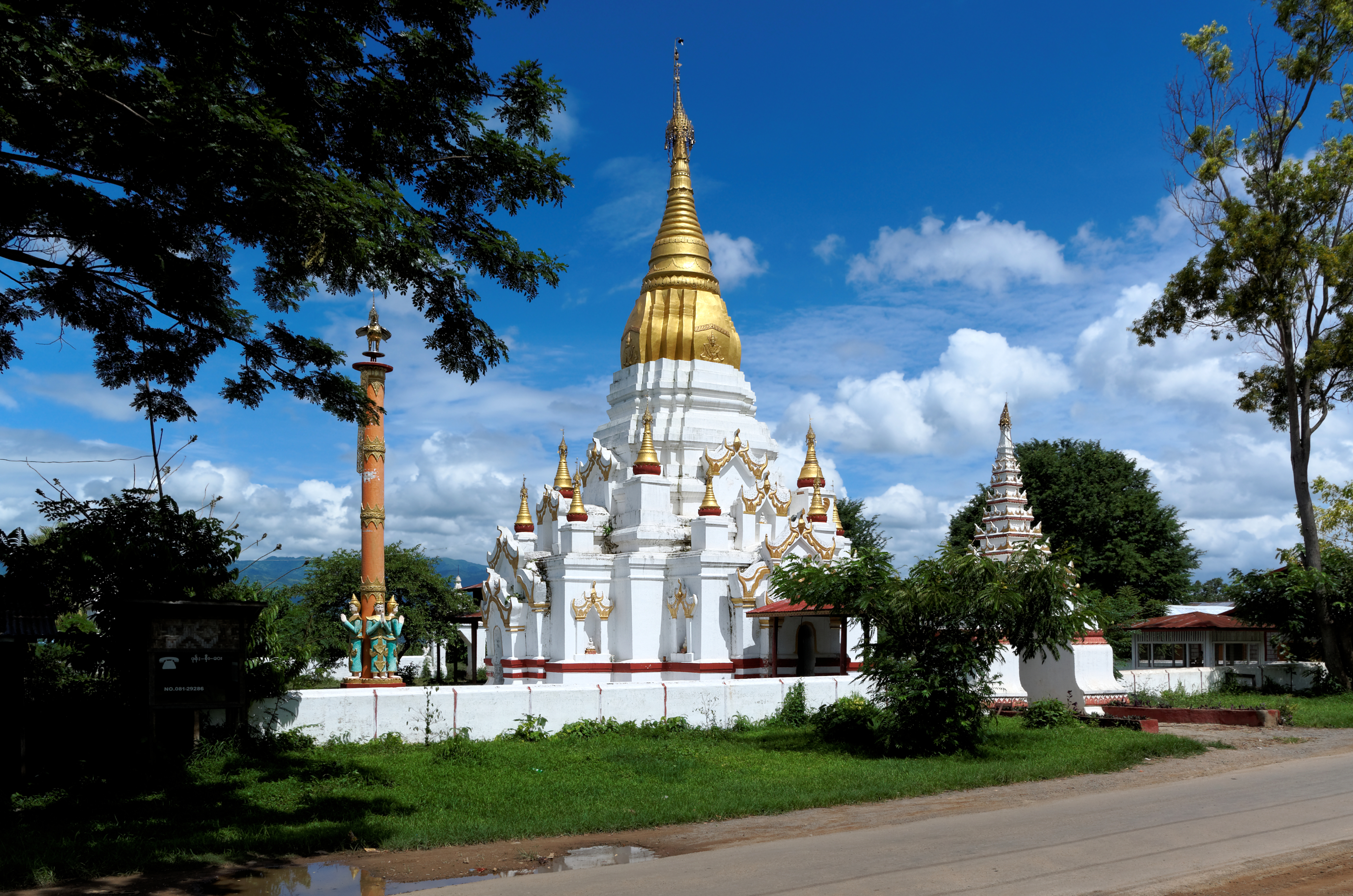
Un temple à proximité du lac Inle en Birmanie.

Le bouddhisme en Birmanie relève principalement de la tradition Theravada, pratiquée par 89 % de la population du pays,. Dans les années 1970, c'était le pays bouddhiste le plus religieux pour ce qui est de la proportion de moines dans la population et la proportion de revenu consacré à la religion. Les moines sont intégrés dans la société birmane. Parmi de nombreux groupes ethniques de Birmanie, y compris les Birmans et les Shans, le bouddhisme Theravada est pratiqué en conjonction avec le culte nat.